# جان گریوز سیمکو
جان گریوز سیمکو (انگلیسی: John Graves Simcoe; ۲۵ فوریهٔ ۱۷۵۲ – ۲۶ اکتبر ۱۸۰۶) نظامی و سیاست‌مدار اهل پادشاهی متحد بریتانیای کبیر و ایرلند بود.